# 穆赫林
穆赫林（？—1678年），博尔济吉特氏，蒙古族，正藍旗滿洲人，清朝初年将领。
祖父兀魯特部瑣諾木，随明安归附后金，授二等總兵官。其父僧格襲世職，累進三等伯。去世后，穆赫林襲職。康熙五年（1666年），授正蓝旗满洲副都统，列议政大臣。康熙十三年（1674年），驻守兗州、江宁，防备吴三桂。之后率所部喀喇沁、土默特兵赴浙江，与傅喇塔攻打耿精忠叛军。康熙十四年（1675年），参与攻打台州，攻克仙居。在上塘岭、宝带桥击败耿精忠军。次年八月，康親王傑書自衢州攻克仙霞關，耿精忠降，穆赫林移师福建，驻守延平。击败台湾郑锦军，攻克邵武、汀州。康熙十七年（1678年），在湾腰树为郑军所败，退保海澄。城陷，自經而死。康熙帝命其從子赫達色襲爵。雍正帝准他入祀昭忠祠。